# SMS Kaiserin und Königin Maria Theresia
SMS Kaiserin und Königin Maria Theresia – austro-węgierski krążownik pancerny z końca XIX wieku, jedyny okręt swojego typu. Służył podczas I wojny światowej.

## Historia
SMS „Kaiserin und Königin Maria Theresia” (Cesarzowa i królowa Maria Teresa) był pierwszym krążownikiem pancernym zbudowanym dla marynarki Austro-Węgier. Stanowił dalsze rozwinięcie koncepcji silnie uzbrojonych krążowników pancernopokładowych SMS „Kaiser Franz Joseph I” i „Kaiserin Elisabeth”. Pierwotnie planowany był jako trzecia jednostka tego typu, lecz zdecydowano zgodnie z tendencjami światowymi zbudować większy i lepiej opancerzony okręt. Na projekt obu typów wpłynęły koncepcje francuskiej tzw. młodej szkoły, postulującej budowę okrętów mniejszych i tańszych od pancerników, ale uzbrojonych w ciężkie działa do walki z nimi (w praktyce jednak, dalszy rozwój krążowników pancernych wykazywał tendencje zbliżania się wielkością i ceną do pancerników). Konkurs na projekt rozpisano wśród pięciu brytyjskich firm: Cammel Laird, Vickers-Armstrong, Fairfield, Napier i Thomson. Ostatecznie jednak zamówienie na budowę okrętu złożono w austriackiej stoczni STT (Stabilimento Tecnico Triestino) w San Rocco koło Muggii.
Stępkę pod budowę okrętu położono 6 października 1891. Na etapie budowy oznaczony był jako Torpedo-Rammkreuzer C („krążownik torpedowo-taranowy C”; krążownikami A i B były okręty typu Kaiser Franz Joseph I). Kadłub wodowano 29 kwietnia 1893, a budowę ukończono w listopadzie 1894. Okręt wszedł do służby 24 marca 1895. Koszt budowy wyniósł 7,5 mln koron.

## Opis
„Kaiserin und Königin Maria Theresia” miał architekturę zbliżoną do pancerników końca lat 80. XIX wieku. Kadłub był gładkopokładowy, z taranową dziobnicą. Uzbrojenie główne – dwa działa 240 mm, umieszczone były w barbetach nakrytych wypukłymi osłonami, na pokładzie dziobowym i rufowym. Po raz pierwszy w austro-węgierskiej marynarce działa były poruszane elektrycznie, a nie hydraulicznie, co pozwoliło zaoszczędzić na masie. Pomiędzy barbetami na całym śródokręciu była długa nadbudówka, na szerokość kadłuba. W jej ścianach były umieszczone kazamaty dla czterech dział 150 mm (po dwa na burtę). Kazamaty pozostałych czterech dział były w burtach, poniżej pokładu górnego, za barbetami (dzięki wycięciu burt w rejonie barbet, mogły one strzelać na wprost w kierunku dziobu lub rufy). Na centralnej nadbudówce znajdowała się z przodu nadbudówka dziobowa, dalej dwa proste, niewysokie kominy i na końcu nadbudówka rufowa. Po bokach kominów były składowane łodzie. Lekkie działka 47 mm znajdowały się na stanowiskach na pokładach nadbudówek oraz w kazamatach. Sylwetkę okrętu wyróżniały dwa grube, rurowe maszty bojowe, na nadbudówce dziobowej i rufowej, wyposażone w platformy z działkami. Około 1903 niepraktyczne maszty bojowe zostały zamienione na zwykłe maszty palowe.
Na przełomie lat 1909/10 okręt przeszedł modernizację uzbrojenia, podczas której przestarzałe krótkolufowe działa 240 mm zamieniono na nowsze działa 190 mm Skody. Działa 150 mm zamieniono także na nowsze i usunięto z kazamat w burtach i wystających kazamat nadbudówki, montując wszystkie osiem w nowych kazamatach w nadbudówce, z tego cztery w jej rogach. Zmodernizowano i ulepszono także nadbudówki. Niewielkie zmiany wprowadzono ponadto w artylerii pomocniczej.

## Skrót służby

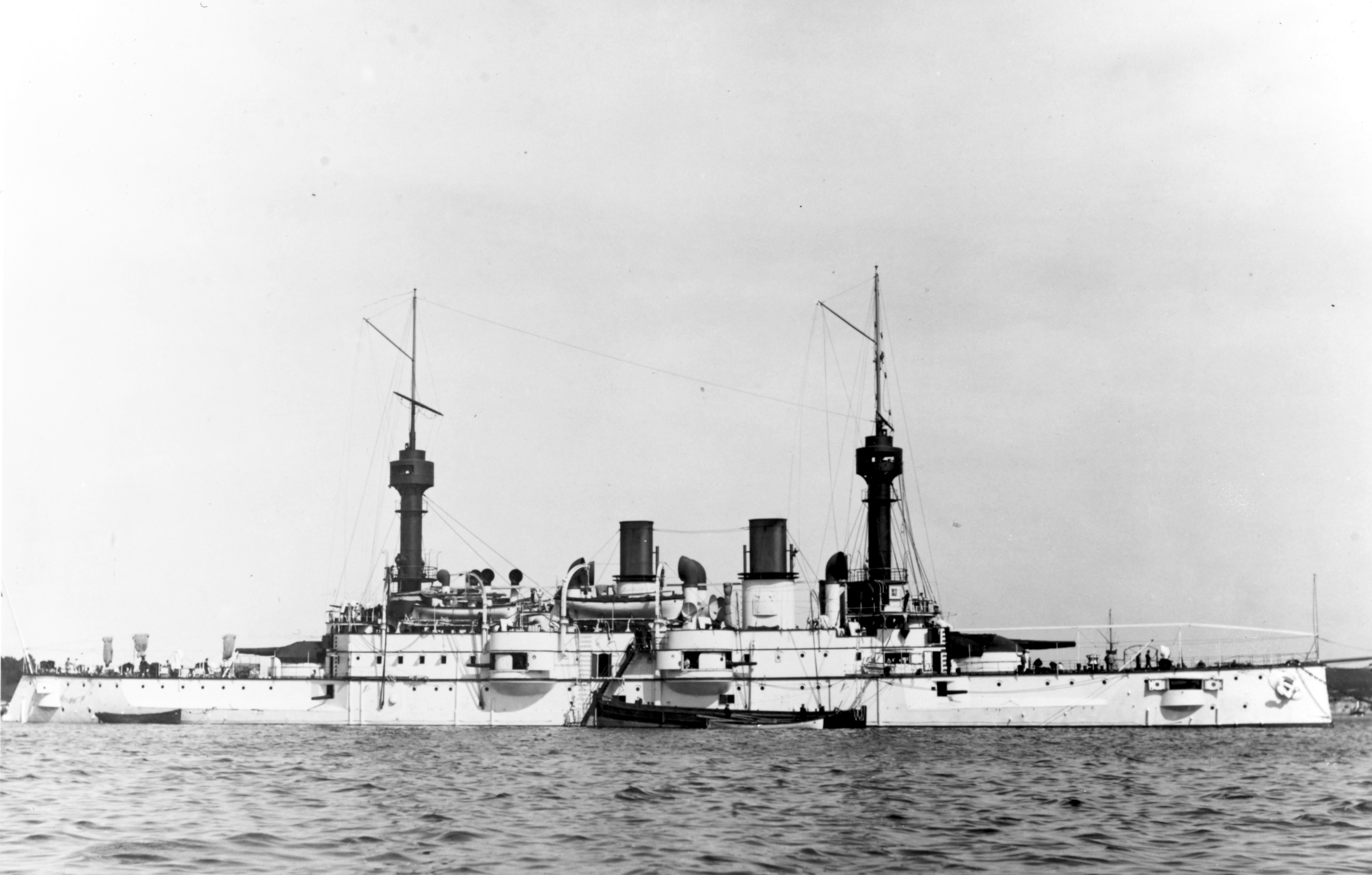
„Kaiserin und Königin Maria Theresia” około 1898

W 1895 „Kaiserin und Königin Maria Theresia” wszedł w skład austro-węgierskiego zespołu wysłanego na uroczystość otwarcia Kanału Kilońskiego. W 1897 brał udział w międzynarodowej demonstracji przeciw Turcji na Krecie. W 1898 został wysłany z misją obserwacyjną do Indii Zachodnich (Karaiby) w związku z wojną amerykańsko-hiszpańską (dowódcą okrętu był w tym okresie Polak Juliusz von Ripper). W latach 1900–1901 krążownik pełnił służbę w Azji wschodniej, między innymi podczas tłumienia powstania bokserów w Chinach. Przed I wojną światową, w latach 1911–1913 stacjonował w krajach Lewantu. W listopadzie 1912 roku wziął udział w interwencji mocarstw europejskich w I wojnie bałkańskiej, mającej na celu ochronę ludności, na wniosek Turcji. Był pierwszym okrętem, który tam dotarł, przybywając do zagrożonych przez wojska Ligi Bałkańskiej Salonik 4 listopada 1912.
Po wybuchu I wojny światowej krążownik był już przestarzały. Od sierpnia 1914 do 1916 stacjonował w Szybeniku jako okręt obrony portu. 31 stycznia 1917 został rozbrojony, a jego działa przeniesiono na front lądowy. 7 lutego 1917 okręt został wycofany ze służby czynnej, po czym służył jako hulk dla załóg niemieckich okrętów podwodnych.
Po zakończeniu wojny i likwidacji marynarki Austro-Węgier, został w styczniu 1920 przyznany przez Komisję Morską w Paryżu Wielkiej Brytanii, po czym sprzedany w 1922 na złom do Włoch i rozebrany w Portoferraio.

## Dane techniczne
Uzbrojenie:
- początkowo[3]:

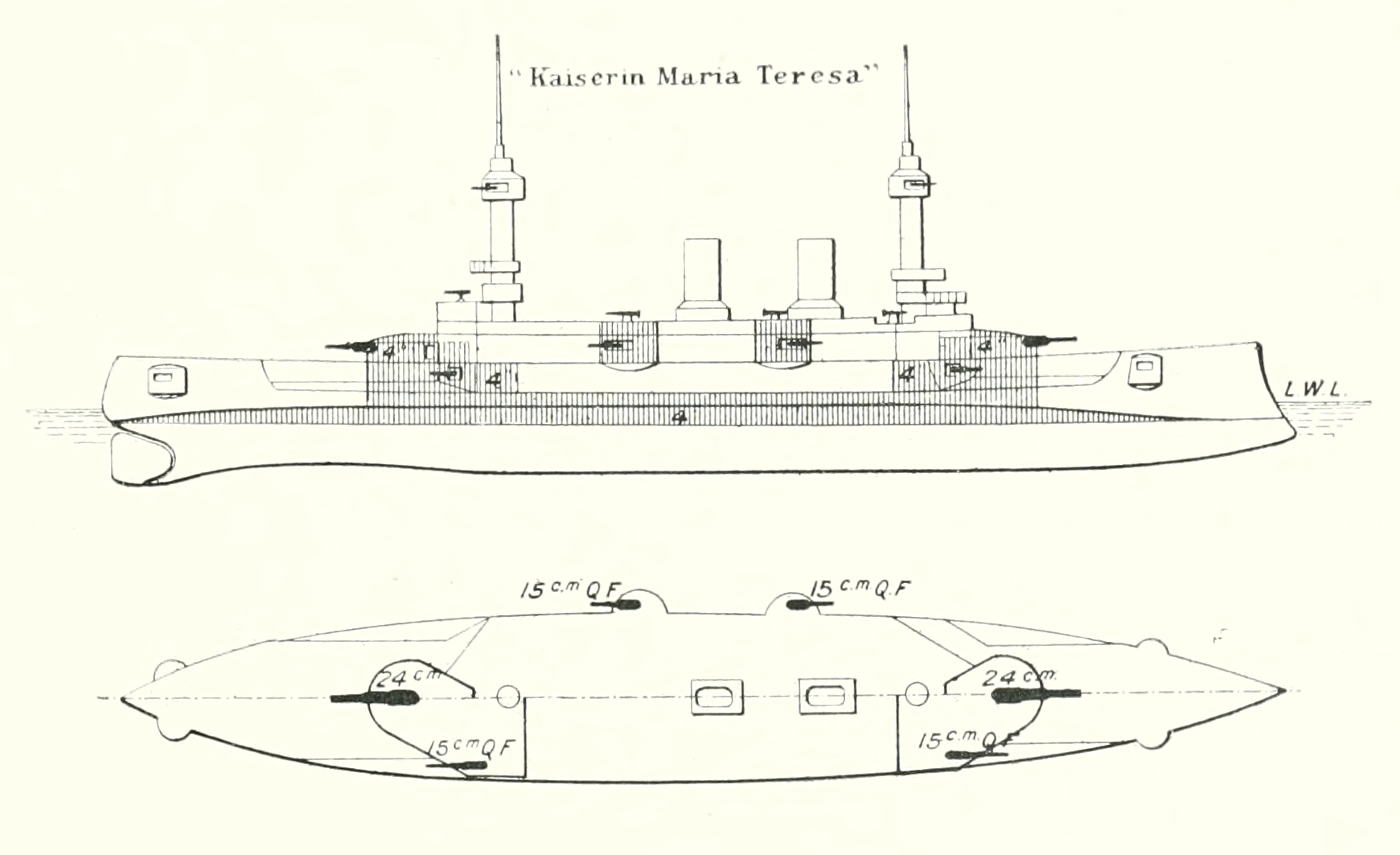
Uproszczona sylwetka i schemat rozmieszczenia uzbrojenia i opancerzenia (zakreskowane)

  - 2 działa 240 mm L/35 Krupp C/86 w barbetach na dziobie i rufie (2xI)
  - 8 dział 150 mm L/35 Krupp C/86 w kazamatach (8xI)
  - 12 dział 47 mm L/44 Skoda
  - 6 dział 47 mm L/33 Hotchkiss
  - 4 stałe wyrzutnie torped 450 mm (1 dziobowa, 1 rufowa, 2 burtowe)
  - 2 działa desantowe 70 mm L/15 (na kutrach)
- po modernizacji 1909/10[3]:
  - 2 działa 190 mm L/42 Skoda w barbetach na dziobie i rufie (2xI)
  - 8 dział 150 mm L/35 Krupp w kazamatach (8xI)
  - 12 dział 47 mm L/44 Skoda
  - 2 działa 47 mm L/33 Hotchkiss[12]
  - 4 działka automatyczne 37 mm Vickers[12]
  - 4 stałe wyrzutnie torped 450 mm (1 dziobowa, 1 rufowa, 2 burtowe)
  - 2 działa desantowe 70 mm L/15 (na kutrach)

Opancerzenie:
- burtowy pas pancerny: 100 mm
- pokład pancerny: 57–38 mm
- barbety dział 240 mm: 100 mm
- górna osłona barbety: 40 mm
- wieże dział 190 mm: 125 mm
- kazamaty: 80 mm
- stanowisko dowodzenia: 50–20 mm